# Het dode verleden
Het dode verleden (Engels: The dead past) is een sciencefictionverhaal van Isaac Asimov. Het werd voor het eerst gepubliceerd in Astounding Science Fiction (versie april 1956) en verscheen in de verhalenbundel Earth is room enough. In Nederland is het vermoedelijk alleen verkrijgbaar via de in 1964 verschenen bundel Sciencefictionverhalen 3. Het verhaal gaat over een variant op tijdreizen en een dystopie.
Hoofdpersoon is Arnold Potterley, professor geschiedenis. Hij doet onderzoek naar de geschiedenis van Carthago, maar is vastgelopen in de studie. Zonder een kijkje in het verleden kan hij er niet (meer) achter komen hoe het dagelijks leven in die stadstaat is geweest. Alle gegevens die dan (midden 21e eeuw) beschikbaar zijn, komen uit hand van de Romeinen en Grieken, volkeren die nu juist in oorlog waren met Carthago en dus wellicht niet een objectief beeld hebben gegeven. Sinds een aantal jaren heeft de overheid de hand weten te legen op de chronoscoop, een kijker waarmee in de tijd (terug) gekeken kan worden. Potterley heeft al twee jaar om toegang gevraagd tot het apparaat, maar het wordt hem steeds ontzegd. Tegelijkertijd ontmoet Potterley de jonge wetenschapper Foster op het gebied van de natuurkunde. Potterley vraagt aan hem of hem bekend is of er onlangs nog onderzoek is gedaan met de chronoscoop en de bijbehorende wetenschap neutrinica. Deze antwoordt ontkennend, sterker nog aanvullend onderzoek wijst uit dat het apparaat na de uitvinding nooit meer is gebruikt en dat er geen enkele publicatie meer heeft plaatsgevonden binnen de neutrinica. Samen besluiten ze een handzaam formaat van de chronoscoop te maken. Daarin slagen ze wonderwel, maar het overheidsbureau dat over de chronoscoop gaat komt erachter en verbiedt het alsnog. Langzaamaan komt Potterley erachter dat het gebruik van een dergelijk apparaat funest is voor de mensheid; ze zou alleen nog maar achteromkijken en niet naar de toekomst.
Dit laatste wordt geboekstaafd door de vrouw van de professor, die het apparaat alleen wil gebruiken om hun op jonge leeftijd overleden dochtertje terug te zien. Deze kwam om in een brand waarbij Potterley zelf wellicht de oorzaak was. 
Asimov zei later in zijn autobiografie In memory yet green, dat hij het plot al had, maar dat de verhaallijn Carthago pas op het laatste moment bij hem opkwam en in het verhaal is verwerkt. Hij wilde meer de kwestie "de regering weet wat goed voor u is" benadrukken. Asimov schreef over de neutrinica (afgeleide van fysica) op het moment dat er nog maar weinig  bekend was over de neutrino.